# عتيقة هاسيهولان
عتيقة هاسيهولان (بالإندونيسية: Atiqah Hasiholan)‏ هي عارضة وممثلة إندونيسية، ولدت في 3 يناير 1982 بجاكرتا في إندونيسيا.

## وصلات خارجية
- عتيقة هاسيهولان على موقع IMDb (الإنجليزية)
- عتيقة هاسيهولان على موقع قاعدة بيانات الفيلم (الإنجليزية)